# 徳島県道210号大谷西須賀線
徳島県道210号大谷西須賀線（とくしまけんどう210ごう おおだににしすがせん）は、徳島県徳島市を通る一般県道である。

## 概要
徳島市方上町から徳島市勝占町に至る。全体的に2車線で走りやすい。認定後の指定区間変更により、現在は路線名の徳島市大谷町・西須賀町のどちらも通らない道となっている。

### 路線データ
- 起点：徳島市方上町（徳島県道209号八多法花線交点）
- 終点：徳島市勝占町（徳島県道136号宮倉徳島線交点）
- 総延長：1,637 m[1]
- 実延長：1,623 m[1]
- 重用区間：14 m[1]

## 歴史
- 1959年（昭和34年）1月31日 - 徳島県道146号大谷西須賀線として認定。
- 1972年（昭和47年）3月10日 - 現在の徳島県道210号として再認定。

## 地理

### 通過する自治体
- 徳島県
  - 徳島市

### 交差する道路
| 交差する道路            | 交差する場所 | 交差する場所 |
| ----------------------- | ------------ | ------------ |
| 徳島県道209号八多法花線 | 方上町       | 起点         |
| 徳島県道136号宮倉徳島線 | 勝占町       | 終点         |

### 交差する鉄道
- 牟岐線

### 沿線
- 徳島市方上小学校
- 弁天山 - 日本一低い山